# Kardioseksuologia
Kardioseksuologia – obszar medycyny powstały z przenikania się tematyki typowej odrębnie dla kardiologii i seksuologii. Obejmuje ona problematykę epidemiologii, patogenezy i terapii zaburzeń seksualnych zarówno u kobiet, jak i u mężczyzn obciążonych czynnikami ryzyka lub chorobami układu sercowo-naczyniowego. Do najczęściej występujących dysfunkcji seksualnych u kobiet należą zaburzenia podniecenia seksualnego, zaburzenia orgazmu i dyspaurenia, a u mężczyzn zaburzenia erekcji.
Silne związki zaburzeń erekcji z chorobami układu sercowo-naczyniowego powodują, że występują one u bardzo wysokiego, sięgającego 80% odsetka pacjentów z chorobami układu krążenia. Istotne związki pomiędzy nimi pojawiają się już na etapie patogenezy tych chorób. Wspólne dla obu schorzeń modyfikowalne czynniki ryzyka takie jak palenie tytoniu, cukrzyca, nadciśnienie tętnicze, dyslipidemia, nadwaga i otyłość oraz siedzący tryb życia, uszkadzają śródbłonek naczyniowy i prowadzą początkowo do upośledzenia funkcji tętnic zaopatrujących ciała jamiste i zaburzeń erekcji. Z czasem dochodzi do rozwoju miażdżycy w większych naczyniach wieńcowych serca, co prowadzi do rozwoju choroby wieńcowej.
Zależność taką wykazał w 2003 roku Francesco Montorsi i współpracownicy. W badaniu przeprowadzonym na grupie 300 mężczyzn, aż 67% z nich doświadczyło zaburzeń erekcji na 1 do 168 miesięcy (średnio 38,8) przed wystąpieniem objawów choroby wieńcowej. Zatem u znacznego odsetka mężczyzn zaburzenia erekcji są pierwszym sygnałem ostrzegawczym wskazującym na wczesne stadium miażdżycy (dysfunkcja śródbłonka naczyniowego) dotykającej całego łożyska naczyniowego. Funkcja ciał jamistych zależy od zaopatrujących je drobnych naczyń, które mają dużą zdolność relaksacji (rozkurczu) pozwalającej zwiększyć średnicę naczynia nawet o 80%. Zatem już wczesne postaci miażdżycy, są w stanie pogorszyć dopływ krwi do ciał jamistych i doprowadzić do zaburzeń erekcji. Postępująca z czasem miażdżyca pogarsza przepływ krwi także w większych naczyniach wieńcowych serca i prowadzi do rozwoju choroby wieńcowej i jej ostrych powikłań, takich jak niestabilna dławica piersiowa czy zawał mięśnia sercowego.
Pomimo wspólnych czynników ryzyka, których modyfikacja jest głównym zadaniem kardiologii prewencyjnej, znajomość tych czynników i ich szkodliwego wpływu na zdrowie seksualne u pacjentów z chorobami układu krążenia jest niska i niewystarczająca. Jednym z priorytetów kardioseksuologii jest budowanie świadomości zachowań prozdrowotnych prowadzących do promowania zdrowia sercowo-naczyniowego, jak i zdrowia seksualnego. Modyfikacja czynników ryzyka zaburzeń erekcji, której skuteczność udowodniono w wielu pracach naukowych powinna być obowiązkową składową postępowania z pacjentem dotkniętym chorobą wieńcową i zaburzeniem erekcji. Edukacja kardioseksuologiczna obejmuje także kompleksowe poradnictwo na temat zasad prowadzenia aktywności seksualnej i możliwości leczenia zaburzeń erekcji w grupie pacjentów z chorobami układu krążenia. Według badań opublikowanych w 2017 r, wiedza na temat powrotu do aktywności seksualnej po zawale serca jest bardzo niska. Brak świadomości odnośnie bezpieczeństwa prowadzenia aktywności seksualnej przez osoby z chorobami układu krążenia stwarza warunki do pojawienia się lęku przed tak zwaną “słodką śmiercią” (zgon podczas aktywności seksualnej). Może to istotnie wpływać na wysoki odsetek chorych, którzy po rozpoznaniu choroby wieńcowej ograniczają lub zupełnie zaprzestają prowadzenia aktywności seksualnej, choć według badań z 2001 r. jest to aktywność, którą można zaliczyć do relatywnie słabych czynników ryzyka zawału serca i nagłej śmierci sercowej, a jej przeciętny koszt energetyczny jest porównywalny z kosztem związanym z wejściem po schodach na drugie piętro. Jest to tym istotniejsze, że pomimo pewnych ograniczeń dotyczących pacjentów z chorobami wieńcowymi istnieje wiele bezpiecznych i skutecznych metod terapii zaburzeń erekcji nadających się do wykorzystania także w tej grupie chorych. Według zaleceń Europejskiego Towarzystwa Urologicznego z 2015 r. do terapii pierwszego rzutu należą inhibitory fosfodiesterazy typu 5 (PDE5), urządzenia podciśnieniowe i fala uderzeniowa o niskiej energii. Do terapii drugiego rzutu należą metody bezpośredniego padania leku do ciał jamistych zarówno pod postacią iniekcji, jak i przezcewkowo (papaweryna, fentolamina, alprostadyl). Do terapii trzeciego rzutu należy chirurgiczna metoda leczenia zaburzeń erekcji pod postacią implantacji protez prącia. Ze względu na praktyczny brak przeciwwskazań do zastosowania i brak udowodnionych działań niepożądanych szczególne zainteresowanie u pacjentów budzi terapia uderzeniowa o niskiej energii.
Znajomość zagadnień z zakresu kardioseksuologii ułatwia lekarzom praktykom codzienną opiekę nad pacjentami z chorobami układu krążenia i dysfunkcjami seksualnymi. Wysoki, wynoszący aż 82% odsetek pacjentów z tymi chorobami uznaje, że dobra sprawność seksualna, rozumiana jako możliwość prowadzenia satysfakcjonującej aktywności seksualnej, jest dla nich ważna lub bardzo ważna.
Pierwsza w Polsce Pracownia Kardioseksuologii powołana została przy Katedrze Patofizjologii Uniwersytetu Medycznego im. Piastów Śląskich we Wrocławiu, gdzie kardioseksuologia od 2015 roku jest także przedmiotem nauczanym na kierunku lekarskim.